# Leproplaca
Leproplaca is een geslacht van korstmossen behorend tot de familie Teloschistaceae.

## Soorten
Volgens Index Fungorum telt het geslacht vijf soorten (peildatum december 2023):
| Soortnaam                                | Auteur(s)                       | Publicatiejaar |
| ---------------------------------------- | ------------------------------- | -------------- |
| Leproplaca chrysodeta (Kerkmosterdkorst) | (Vain.) J.R. Laundon ex Ahti    | 2015           |
| Leproplaca cirrochroa                    | (Ach.) Arup, Frödén & Søchting  | 2013           |
| Leproplaca obliterans                    | (Nyl.) Arup, Frödén & Søchting  | 2013           |
| Leproplaca proteus                       | (Poelt) Arup, Frödén & Søchting | 2013           |
| Leproplaca xantholyta                    | (Nyl.) Nyl.                     | 1888           |